# Jos de Putter
Jos de Putter (Terneuzen, 1959) is een Nederlands regisseur en kunstenaar. De Putter is vooral bekend vanwege de documentaires die hij maakt. In 2021 kreeg hij nationale bekendheid vanwege het kunstwerk Aarde dat bestaat uit vijf panelen die zijn geplaatst in de pleinaire zaal van het tijdelijke Kamergebouw Bezuidenhoutseweg 67 tijdens de renovatie van het Binnenhof.

## Biografie
De Putter studeerde politicologie en literatuurwetenschap aan de Rijksuniversiteit Leiden. 
Voor zijn documentaire-debuut, Het is een schone dag geweest, won De Putter in 1993 de Filmprijs van de Stad Utrecht op het Nederlands Film Festival. Tevens maakt deze documentaire sinds 2007 deel uit van de Canon van de Nederlandse film, waarin de Putter als enige levende documentairemaker vertegenwoordigd is. Enkele andere prijzen zijn onder andere de Joris Ivensprijs tijdens het IDFA voor Solo, de wet van de favela, de LJ Jordaanprijs en een nominatie voor het Gouden Kalf voor The making of a new Empire (1999, geselecteerd voor A Festivals Berlinale en International Filmfestival Toronto), een Gouden Kalf voor beste muziek voor Alias Kurban Saïd (2004), de Stimulansprijs voor Artistiek Succes voor Beyond the Game (2009) en prijzen in München, Sint-Petersburg en Gdansk voor See No Evil (2014). Deze film werd ook geëerd met een bijzondere voorstelling in de Galleria d'Uffizi in Florence (2017). Dans, Grozny dans (2003), over een rondreizend kinderdansgezelschap, was internationaal de meest succesvolle film; hij won festivals in Chicago, Montréal, Kopenhagen, Sint-Petersburg en Rome. In 2005 werd een retrospectief gewijd aan het werk van De Putter in vooraanstaande Amerikaanse musea: Brooklyn Academy of Music, National Gallery of Art (Washington) en Pacific Film Archive (Berkeley).
In 2014 volgde een retrospectief op het Festival dei Popoli in Florence.
Als creative producer werkte De Putter onder meer aan Babaji, van Jiska Rickels, Eigen Volk, van Neske Beks en Radio Kobani en Sidik en de Panter van Reber Dosky. De twee laatste films wonnen de Beeld en Geluid Award op IDFA (2016 en 2019) en zeven internationale prijzen.
De Putter geldt daarnaast als 'ontdekker' van het destijds 11-jarige Braziliaanse voetbaltalent Leonardo Vitor Santiago die de hoofdrol speelde in Solo, de wet van de favela en Solo, out of a dream. Leonardo werd als gevolg van de film opgeleid bij Feyenoord en speelde later voor onder meer Ajax en Red Bull Salzburg.
Naast zijn creatieve documentaires maakte De Putter tussen 1995 en 2020 televisiedocumentaires voor de VPRO-buitenlandprogramma's Diogenes en Tegenlicht.
Van 2007 tot 2013 was De Putter eindredacteur bij VPRO's Tegenlicht. Hij bedacht een nieuw uitgangspunt voor het toen heterogene documentaireprogramma: 'Future affairs" -gericht op het signaleren van tendensen die op verschillende terreinen onze toekomst vorm geven.
In 2012-2013 was hij betrokken bij de oprichting van De Correspondent. Tussen 2013 en 2018 produceerde hij meer dan 120 'videobrieven' voor het platform. Sinds 2018 wordt dit format via HUMAN uitgezonden op NPO2. De korte films wonnen onder meer een European Film Award (2016), het festival van Locarno en talloze andere festivals.
Vanaf 2012 begon De Putter experimentele films en video-installaties te maken. "Zeeuwse Klei" en "Landschappen" waren te zien in het Zeeuws Museum. "Passanten (Passers-by)" werd vertoond in MOMA New York,  "The Shot" werd vertoond in Florence.
In 2020 kreeg De Putter de opdracht tot het maken van een kunstwerk in de nieuwe plenaire zaal van de Tweede Kamer. "Aarde" bestaat uit vijf panelen van aarde (zee- en rivierklei en zand), op de achterwand van de zaal. "De aarde staat rechtop in het parlement, de positie van een toeschouwer en potentiële gesprekspartner", volgens de kunstenaar. In de belendende zaal, in Haagse kringen de 'patatbalie' genoemd, maakte De Putter vier panelen van zand, die samen een wereldkaart voorstellen. Deze kaart kent geen andere markeringen of grenzen dan de kleuren van de aarde. Dit werk is uitgevoerd in samenwerking met Elvira Wersche, Stichting Sammlung Weltensand.

## Films
- 1993 - Het is een schone dag geweest (Prijs vd stad Utrecht; Beste film van het jaar, lezers Volkskrant; Canon van de Nederlandse Film (2007))
- 1994 - Solo, de wet van de favela (Joris Ivens Award IDFA)
- 1996 - Nagasaki stories
- 1999 - The making of a new empire (JJ Jordaanprijs Stad Amsterdam; Nominatie Gouden Kalf)
- 1999 - Zikr (met Clara van Gool) (winnaar Dance Screen MonteCarlo; Best Documentary Mediawave Boedapest)
- 2000 - Noch zijn ezel
- 2002 - Dans Grozny, Dans (winnaar Chicago Documentary Filmfestival; Message to Man St.Petersburg; Festival International du Film sur l’Art Montreal; Documentary Film Festival Rome; CPH Dox Kopenhagen; Cinemambiente Torino)
- 2003 - Brooklyn stories
- 2004 - Alias Kurban Said (Gouden Kalf beste muziek)
- 2004 - Passanten (korte experimentele film)
- 2005 - How Many Roads
- 2006 - Het verloren land (Eco Award Istanboel)
- 2007 - In Memoriam: Alexander Litvinenko (Juryprijs Documentary Festival Chicago)
- 2008 - Beyond the Game (Stimulansprijs voor Artistiek Succes, 2009)
- 2010 - The Shot (korte experimentele film)
- 2014 - See No Evil Viktor (Best film DokFest München: Nominatie Big Screen Award, IFFR Rotterdam; Bellona Foundation Special Prize Message2Man; Special Jury Prize, Dokfest Gdansk)
- 2014 - Solo, out of a dream
- 2022 A way to B (ism Clara van Gool)